# Oukaïmden (station de ski)
Pour l’article homonyme, voir Oukaïmden (commune).
Oukaïmden, ou Oukaïmeden (en berbère Ukayemdan ; en arabe أوكايمدن ou أوكايمدان) est une station de ski du Maroc, composée d'une vingtaine de pistes de tous niveaux. Elle se situe à environ 80 km de Marrakech dans le Haut Atlas, sur la commune éponyme qui se situe dans la province d'Al Haouz. La saison de ski s'étend sur quatre mois, de décembre à mars.
La station d'Oukaïmden est la station de sports d'hiver la plus haute d'Afrique : elle est située à 2 620 mètres d'altitude.

## Développement de la station
En février 1948, le premier fil-neige a été amené par le 8e régiment des zouaves, cantonnés à Rabat avec la Légion étrangère. Avec l'aide de six autochtones, le soldat zouave Maurice Pollier a installé un groupe électrogène et le fil-neige sur l'emplacement de la future station d'Oukaïmden.

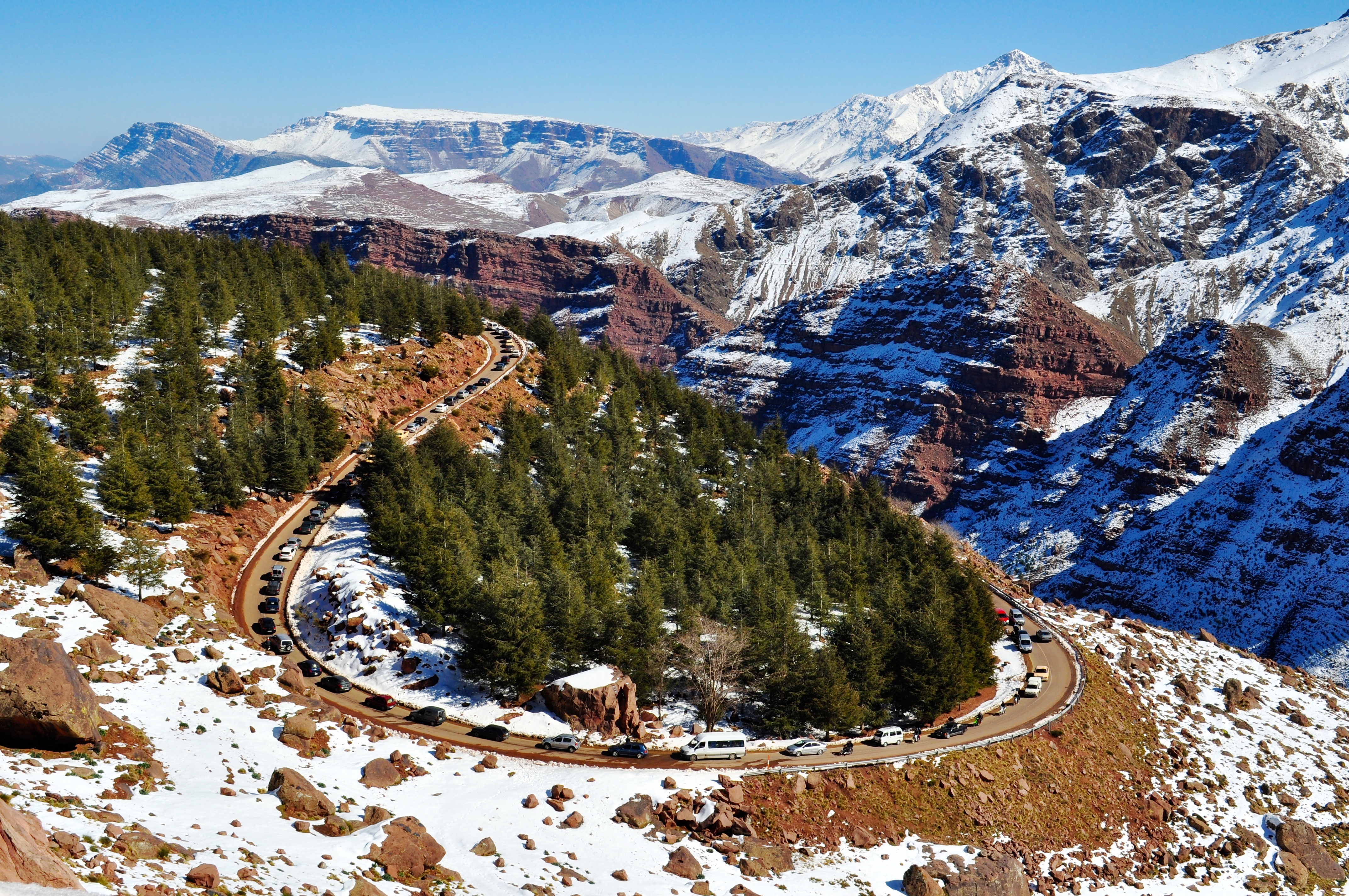
Accès à la station d'Oukaïmden en 2015.

De 1972 à 1974, un projet de développement touristique à objectif international est réalisé par l'équipe du promoteur du Corbier, Christian Guérin. Un plan d'équipement neige est réalisé par le constructeur Montaz, allant jusqu'au mont Toubkal à 4 200 mètres et un projet de constructions pour 4 000 lits est réalisé par les architectes et présenté au Prince frère du roi qui l'accepte. Le contrat d'équipement et de construction devait être signé par le roi Hassan II en juillet 1974. Le  coup d'État de Skhirat annulera tout. Le roi préférera aider au développement agricole de la région. Au debut des années 2000 le site avait releve l'attention dinvestisseurs émirati, sans y donner suite pour cause de rentabilité incertaine.
En 2014, un classement établi par la chaîne américaine CNN classe la station d'Oukaïmden dans le top 100, à la 86e position, mais c'est également une station de ski où l'insécurité règne. Les equipements de remontéees mecaniques ne sont plus en fonction depuis 8 ans pour cause de non paiement des factures d'electicité du concessionnaire.La sécurité de ces équipemenst étaient  très relative, et l'enneigement depuis 2020 peu régulier pour la pratique du ski.